# Keerbergen
Keerbergen är en kommun i Belgien.   Den ligger i provinsen Flamländska Brabant och regionen Flandern, i den centrala delen av landet, 26 km nordost om huvudstaden Bryssel. Antalet invånare är 12 709.
Runt Keerbergen är det i huvudsak tätbebyggt. Runt Keerbergen är det tätbefolkat, med 493 invånare per kvadratkilometer.